# Muzikál ze střední: Seriál
Muzikál ze střední: Seriál (v anglickém originále High School Musical: The Musical: The Series) je americký mockumentární muzikálový seriál vytvořený pro Disney+.
Seriál, inspirovaný filmovou sérií High School Musical, vymyslel Tim Federle. Seriál produkují filmová studia Chorus Boy a Salty Pictures ve spolupráci s Disney Channel. Oliver Goldstick zastával funkci showrunnera pro první čtyři epizody, ale Federle ho později vystřídal jako showrunner pro zbytek série a následující pokračování seriálu. Seriál, který se odehrává ve fiktivní verzi East High School, školy, kde se natáčel původní film, sleduje skupinu teenagerů, kteří se účastní inscenace High School Musical: The Musical jako jejich školní produkce. Hlavní role hrají Olivia Rodrigová, Joshua Bassett, Matt Cornett, Sofia Wylie, Larry Saperstein, Julia Lester, Dara Reneé, Frankie Rodriguez, Mark St. Cyr a Kate Reinders .
Seriál Muzikál ze střední: Seriál měl premiéru 8. listopadu 2019 současně na Disney Channelu, ABC a Freeform . Samotná premiéra seriálu na Disney+ byla 12. listopadu 2019.. Ještě v říjnu 2019, před debutem seriálu, Disney+ obnovilo seriál pro druhou sérii, která je vysílána na Disney+ od 14. května 2021; druhá série se bude skládat z 12 epizod. Seriál získal pozitivní odezvu, recenze kritiků zdůrazňují dobré výkony herců, zejména výkony Bassetta a Rodrigové. V roce 2020 získal seriál cenu GLAAD Media Award.

## Děj
Ve fiktivní verzi školy East High School v Salt Lake City v Utahu, kde se natáčely filmy High School Musical, začíná pracovat jako nová učitelka dramatu bývalá členka komparzu, slečna Jenn. Učitelka se rozhodne uvést představení High School Musical: The Musical pro svou první divadelní inscenaci, jako oslavu příslušnosti školy k původnímu filmu . Studenti, obsazení v muzikálu, se učí orientovat ve svých mezilidských vztazích a navzájem vytvářet citové vazby, aby překonali výzvy, kterým ve svém životě ve škole i doma čelí.
Ve druhé sérii představí studenti školy East High inscenaci Kráska a zvíře pro jarní muzikál. Slečna Jenn povede studenty ve snaze vyhrát prestižní místní studentskou divadelní soutěž proti své konkurenční škole, North High.

## Obsazení

### Hlavní role
| Olivia Rodrigová  | Nini Salazar-Roberts |
| Joshua Bassett    | Ricky Bowen          |
| Matt Cornett      | E.J. Caswell         |
| Sofia Wylie       | Gina Porter          |
| Larry Saperstein  | Big Red              |
| Julia Lester      | Ashlyn Caswell       |
| Dara Reneé        | Kourtney             |
| Frankie Rodriguez | Carlos Rodriguez     |
| Mark St. Cyr      | Mr. Benjamin Mazzara |
| Kate Reinders     | Miss Jenn            |

### Vedlejší role
| Joe Serafini      | Seb Matthew-Smith         |
| Alexis Nelis      | Natalie Bagley            |
| Nicole Sullivan   | Carol, máma Nini          |
| Michelle Noh      | Dana, máma Nini           |
| Jeanne Sakata     | babička Nini              |
| Alex Quijano      | Mike Bowen, táta Rickyho  |
| Valente Rodriguez | ředitel Gutierrez         |
| Beth Lacke        | Lynne Bowen, máma Rickyho |

### Hostující role
| Kaycee Stroh  | Kaycee, členka školní rady |
| Lucas Grabeel | sám sebe                   |

## Řady a díly
| Řada | Díly | Premiéra na Disney+ | Premiéra na Disney+ |
| Řada | Díly | První díl           | Poslední díl        |
| ---- | ---- | ------------------- | ------------------- |
| 1    | 10   | 8. listopadu 2019   | 10. ledna 2020      |
| 2    | 12   | 14. května 2021     | 30. července 2021   |
| 3    | 8    | 27. července 2022   | 14. září 2022       |
| 4    | 8    | 9. srpna 2023       | 9. srpna 2023       |

## Produkce

### Vývoj
Dne 9. listopadu 2017 bylo oznámeno, že společnost Disney připravuje seriálovou adaptaci své filmové série Muzikál ze střední, kterou vytvořil Peter Barsocchini. Seriál měl mít premiéru na připravované streamovací službě Disney+, jež v té době ještě nebyla pojmenována. Společnost plánovala přivést franšízu na televizní obrazovky a oslovila tvůrce Tima Federleho, aby vypracoval nápad na seriál. V lednu 2018 představil Federle seriál v dokumentárním stylu a společně se stanicí Disney Channel, která se podílela na výrobě seriálu, připravili pilotní díl. Seriál rovněž produkují společnosti Chorus Boy a Salty Pictures.
Dne 30. května 2018 bylo oznámeno, že Federle bude na seriálu působit jako scenárista a výkonný producent. Dne 6. září společnost Disney oficiálně objednala produkci první řady o deseti dílech. Oliver Goldstick se měl stát showrunnerem a dalším výkonným producentem, zatímco Julie Ashtonová měla dohlížet na proces castingu. Spolu s tím bylo také odhaleno, že seriál bude natočen ve stylu mockumentu, a byl zveřejněn seznam jmen a popisů postav. V květnu 2019 Goldstick ze seriálu odešel kvůli „tvůrčím neshodám“, přičemž působil jako showrunner v prvních čtyřech epizodách. Dle Nellie Andreevové píšící pro Deadline Hollywood se Goldstick rozhodl k odchodu ze seriálu kvůli tomu, že do něj chtěl začlenit dospělejší témata. Federle převzal pozici showrunnera zbývajících dílů první řady.
V říjnu 2019, a to ještě před vydáním první řady, služba Disney+ objednala druhou řadu seriálu. Federle uvedl, že děj řady se nebude točit kolem představení z filmu Muzikál ze střední 2; v únoru 2020 bylo oznámeno, že v ní bude uvedeno představení na motivy Krásky a zvířete. Druhá řada je tvořena dvanácti díly.
V září 2021 objednalo Disney+ produkci v pořadí už třetí řady seriálu. Její příběh se odehrává na letním divadelním táboře během školních prázdnin. V listopadu se objevily informace, že hlavním představením řady se stane Ledové království, což bylo potvrzeno v lednu 2022. Třetí řada čítá celkem osm epizod.
V květnu 2022 bylo před premiérou třetí řady odhaleno, že seriál získal čtvrtou řadu. V září téhož roku bylo oznámeno, že muzikál bude založen na filmu Muzikál ze střední 3: Maturitní ročník. V této řadě se studenti vrátí na East High, kde se natáčí fiktivní film zvaný High School Musical 4: The Reunion.

### Scénář
Federle se při tvorbě mockumentárního stylu seriálu inspiroval jinými filmy a pořady, jako jsou Čekání na Guffmana a Kancl. Byl inspirován k vytvoření seriálu, jehož ústředním tématem je hudba, a zároveň čerpal ze svých zkušeností bývalého broadwayského umělce.
V seriálu je zastoupena i LGBT komunita. Objevily se v něm tři homosexuální postavy, Carlos, Seb a Maddox, a dvě bisexuální postavy, Ashlyn a Big Red. V rozhovoru pro měsíčník The Advocate herec Frankie Rodriguez ocenil Federleho za to, že napsal jeho postavu Carlose jako gaye, aniž by při tom využil tropy typické pro queer postavy. Postava Seba hraje v seriálu Sharpay, kterou v původních filmech ztvárnila Ashley Tisdale. Jedná se o příklad netradičního genderového obsazení. Seriál též zkoumá vztah mezi Carlosem a Sebem, kterého Carlos pozval v epizodě „Homecoming“ na školní ples. Ashlyn a Big Red se ve třetí řadě rozhodli pro coming out. Federle uvedl, že to Julia Lesterová a Larry Saperstein navrhovali už během první řady. V seriálu se dále objevilo téma výchovy dětí stejnopohlavním párem, jež v něm bylo znázorněno prostřednictvím Nininých matek Carol a Dany. Součástí seriálu jsou také témata jako rozvod a úzkost.

### Casting
Federle se vyjádřil k důležitosti obsazení skutečných teenagerů do hlavních rolí, aby se seriálu odehrávajícího se na střední škole dodala autentičnost. V říjnu 2018 byl do hlavní role Rickyho obsazen Joshua Bassett. Zbytek obsazení byl zveřejněn v únoru 2019: Olivia Rodrigová jako Nini, Kate Reindersová jako slečna Jenn, Sofia Wylieová jako Gina, Matt Cornett jako E. J., Dara Reneéová jako Kourtney, Julia Lesterová jako Ashlyn, Frankie Rodriguez jako Carlos, Larry Saperstein jako Big Red a Mark St. Cyr jako pan Mazzara. Federle v listopadu 2019 potvrdil, že se ve fantasy sekvenci krátce objeví nejmenovaný herec z původního filmu. Poté, co byl herec Lucas Grabeel, jenž v původních filmech ztvárnil Ryana Evanse, uveden na soundtracku seriálu, bylo potvrzeno, že se v něm objeví. Grabeel hrál v dílu „The Tech Rehearsal“ fiktivní verzi sebe sama, kde vystoupil v písni po boku Reindersové. Kaycee Strohová, která hrála Marthu Cox, měla v seriálu též cameo, a to v epizodě „What Team?“.
V prosinci 2019 bylo oznámeno, že Joe Serafini, který hraje Seba Matthewa-Smithe, bude ve druhé řadě povýšen do hlavní role. Na začátku roku 2020 byly odhaleny další vedlejší role: Roman Banks jako Howie, Olivia Rose Keeganová jako Lily a Derek Hough jako Zack, bývalý přítel slečny Jenn. V únoru 2021 se k obsazení druhé řady připojili Andrew Barth Feldman a Asher Angel v rolích Antoina a Jacka. V červenci téhož roku bylo odhaleno, že se hostem předposledního dílu druhé řady stane Jordan Fisher v roli Jamieho Portera.

### Natáčení
Produkce první série začala 15. února 2019 v Salt Lake City v Utahu a skončila 30. června. Produkce druhé série byla zahájena v únoru 2020, ale byla zastavena kvůli pandemii covidu-19. Natáčení bylo obnoveno v listopadu 2020.

### Hudba
První série obsahuje devět originálních písní, přičemž v každé z prvních devíti epizod se objevila jedna nová skladba. Většina písní je zpívána herci živě. Někteří herci doprovázeli svá vlastní vystoupení na hudebních nástrojích, jako je kytara. Rodrigo napsala k seriálu originální píseň " All I Want “ a spolu s Bassettem a hudebním producentem Danem Bookem napsala píseň "Just for a Moment“. Federle uvedl, že jeho původní nápad zahrnoval myšlenku vývoje originálních písní pro seriál. Steve Vincent, který pracoval na původních filmech, sloužil jako hudební supervizor seriálu a zajišťoval několik skladatelů, kteří psali novou hudbu. Soundtrack k první sezóně, představující nové písně a ztvárnění písní z původního filmu, byl vydán 10. ledna 2020 společností Walt Disney Records . V přípravě na vydání byly vybrané skladby zpřístupněny každý týden tak, aby korelovaly s vydávanými epizodami.
20. listopadu 2020 vyšlo album doprovázející prázdninový speciál High School Musical: The Musical: The Holiday Special: The Soundtrack, které obsahuje vánoční hudbu a vybrané skladby jako ukázku druhé sezóny. Stejně jako nové písně, tak nové verze písní z High School Musical, druhá série bude obsahovat písně z Disney muzikálu Kráska a zvíře, které napsali Alan Menken, Howard Ashman a Tim Rice. Bassett i Rodrigo napsali originální písně pro druhou sérii.

## Vydání
První díl seriálu Muzikál ze střední: Seriál byl vysílán 8. listopadu 2019 na stanicích Disney Channel, ABC a Freeform, těsně před svým vydáním na službě Disney+ dne 12. listopadu 2019 v rozlišení 4K HDR. Epizody byly vydávány každý týden, nikoli všechny najednou. Poslední díl první řady vyšel 10. ledna 2020.
Před vydáním druhé řady byl 11. prosince 2020 zveřejněn 45 minutový speciál s názvem High School Musical: The Musical: The Holiday Special, v němž herci zpívali vánoční hudbu. Ve speciálu se objevily náhledy několika písní a scén z druhé řady.
Druhá řada měla premiéru 14. května 2021; původně už měla být vydána v roce 2020, ale byla zpožděna v důsledku zastavení natáčení během pandemie covidu-19.

## Nominace a ocenění
| Cena                             | Rok  | Kategorie                               | Nominovaní                        | Výsledek  |
| -------------------------------- | ---- | --------------------------------------- | --------------------------------- | --------- |
| GLAAD Media Award                | 2020 | Nejlepší dětský a rodinný program       | Muzikál ze střední: Seriál        | vítězství |
| Nickelodeon Kids' Choice Award   | 2020 | Nejoblíbenější mužský televizní herec   | Joshua Bassett                    | nominace  |
| Artios Awards                    | 2021 | Nejlepší výběr castingu                 | Julie Ashton                      | nominace  |
| Directors Guild of America Award | 2021 | Nejlepší režisér                        | Kabir Akhtar (díl "Opening Night) | nominace  |
| Nickelodeon Kids' Choice Award   | 2021 | Nejoblíbenější ženská televizní herečka | Sofia Wylie                       | nominace  |
| Nickelodeon Kids' Choice Awards  | 2021 | Nejoblíbenější dětský televizní pořad   | Muzikál ze střední: Seriál        | nominace  |
| Nickelodeon Kids' Choice Awards  | 2021 | Nejoblíbenější mužský televizní herec   | Joshua Bassett                    | nominace  |